# Jadwiga Wajs
Jadwiga Wajs-Marcinkiewicz, poljska atletinja, * 30. januar 1912, Pabianice, Ruski imperij, † 1. februar 1990, Pabianice, Poljska.
Nastopila je na poletnih olimpijskih igrah v letih 1932, 1936 in 1948 v metu diska. Osvojila je srebrno medaljo leta 1936, bronasto leta 1932 in četrto mesto leta 1948. Na evropskih prvenstvih je dosegla bronasto medaljo leta 1946. Petkrat je postavila svetovni rekord v metu diska, ki ga je držala med letoma 1932 in 1935.